# Say Ok
Singles de Vanessa Hudgens
Come Back to Me Let's Dance
Say Ok est un single de Vanessa Hudgens sorti aux États-Unis en septembre 2006, et en France en janvier 2007. Sur iTunes, la chanson a tout de suite été assez populaire se classant à la 18e position du Top 100. Elle a entamé son classement au Billboard à la 67e place. Cette chanson a également été utilisée pour la promotion d'un programme de ABC Family, Lincoln Heights.
À l'origine, le second single devait être Let Go, mais à la dernière minute il fut décidé de changer de single.

## Clip vidéo
Il existe deux versions de ce clip.
La première version a été réalisée uniquement pour Disney Channel par Chris Applebaum. On y voit Vannesa Hudgens sur la tournée de High School Musical, au concert de Seattle. La première de la vidéo fut diffusée le jour même de la sortie du single. On peut également voir la petite sœur de Vanessa, Stella, apparaître dans le clip. Ce clip est assez similaire dans la forme à celui d'Hilary Duff pour le titre Fly (les deux clips ont d'ailleurs été tous deux réalisés par le même réalisateur, et Hilary était également chez Disney à l'époque).
La première mondiale de la seconde et officielle version, quant à elle, a eu lieu le 16 mars 2007 sur Disney Channel et dans l'émission Total Request Live sur MTV avant d'être envoyée aux autres chaînes. Cette vidéo a été tournée sur la plage de Los Angeles ainsi que dans un bowling. On retrouve également Zac Efron en tant que figurant. Ce second clip utilise une version différente de la chanson, légèrement différente de celle de l'album. Le but de cette nouvelle vidéo était la mise en vente sur iTunes, et la version de la chanson du clip fut utilisée pour les diffusions en radio.

## Versions officielles
- Album Version (3:41)
- Radio Edit (envoyée aux radios & Radio Disney) (3:32) (également utilisée pour la seconde version du clip)
- Albert Castillo Radio Mix (3:32)
- Albert Castillo Extended Mix (6:09)
- Featuring J. James

## Crédits et personnels
- Lead vocals - Vanessa Hudgens
- Background vocals - Jeanette Ohlsson

## Classement des ventes
| Pays        | Meilleure position |
| ----------- | ------------------ |
| Argentine   | 3                  |
| Brésil      | 1                  |
| Philippines | 14                 |
| États-Unis  | 61                 |
| Royaume-Uni | 124                |